# Billière
Billière ist eine französische Gemeinde mit 34 Einwohnern (Stand 1. Januar 2022) im Département Haute-Garonne in der Region Okzitanien (zuvor Midi-Pyrénées). Die Einwohner werden als Billiérois bezeichnet.

## Geographie
Umgeben wird Billière von den sechs Nachbargemeinden: 
|       | Caubous                                     | Benque-Dessous-et-Dessus |
| Garin | Kompassrose, die auf Nachbargemeinden zeigt | Saint-Aventin            |
|       | Cazeaux-de-Larboust                         | Castillon-de-Larboust    |

## Bevölkerungsentwicklung
| Jahr                       | 1962 | 1968 | 1975 | 1982 | 1990 | 1999 | 2004 | 2009 | 2017 | 2019 |
| -------------------------- | ---- | ---- | ---- | ---- | ---- | ---- | ---- | ---- | ---- | ---- |
| Einwohner                  | 42   | 32   | 28   | 22   | 27   | 25   | 25   | 23   | 22   | 27   |
| Quellen: Cassini und INSEE |      |      |      |      |      |      |      |      |      |      |

## Sehenswürdigkeiten

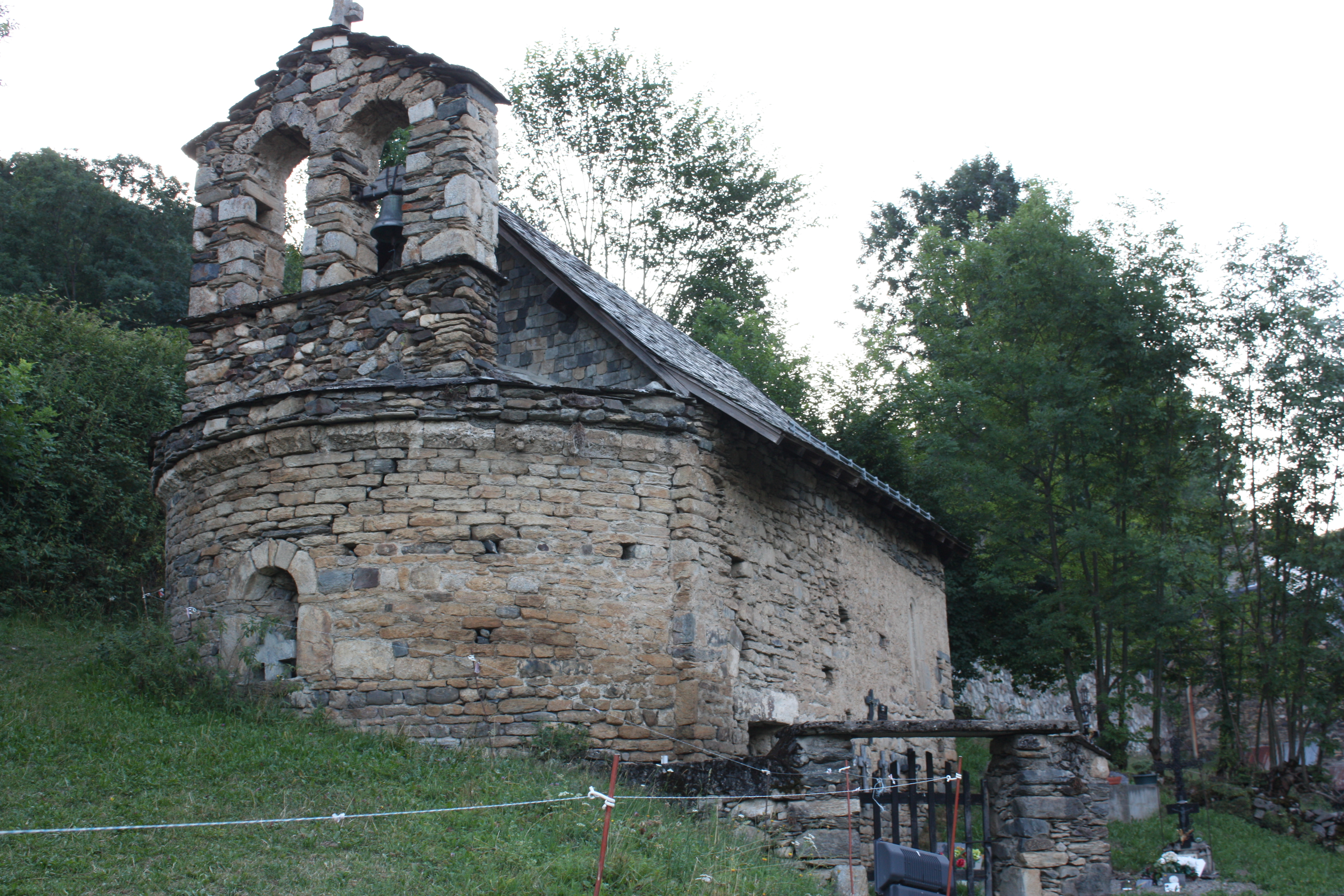
Kirche Ste-Quitterie

- Kirche Ste-Quitterie im Weiler Bernet
- Kirche St-Félix, erbaut im 12./13. Jahrhundert